# Айнатас (Толебийский район)
Айнатас (каз. Айнатас) — упразднённое село (ныне микрорайон г. Шымкент) в Толебийском районе Туркестанской области Казахстана. Входило в состав Казгуртского сельского округа. Исключено из учётных данных в 2014 г.

## История
Образовано в 2011 г. путем придания статуса села бывшему дачному массиву «Химик».